# Quax, der Bruchpilot
Quax, der Bruchpilot ist ein deutscher Spielfilm aus dem Jahr 1941. Die Komödie mit Heinz Rühmann in der Hauptrolle wurde nach der gleichnamigen Verserzählung von Hermann Grote gedreht.

## Handlung
Süddeutschland 1928: Otto Groschenbügel, genannt Quax, ein kleiner Angestellter eines Verkehrsbüros, gewinnt in einem Preisausschreiben eine kostenlose Sportfliegerausbildung an der Fliegerschule Bergried. Eigentlich hatte er sich einen anderen Preis gewünscht, aber es kommt ihm auch gelegen, dass er durch den Hauptgewinn in seinem Heimatort Dünkelstätt über Nacht zur Berühmtheit wird. Obwohl er eigentlich ein Angsthase ist, muss er – um nach aller Angeberei nicht das Gesicht zu verlieren – den Kursus tatsächlich antreten. Da undisziplinierte Aufschneider wie Quax in der Fliegerschule nicht erwünscht sind, wird ihm bereits nach kurzer Zeit nahegelegt, den Lehrgang abzubrechen.
In Dünkelstätt, wo man den Grund für seine schnelle Heimkehr nicht kennt, wird Quax indessen als Fliegerheld gefeiert. Um den Erwartungen gerecht zu werden und auch aus Enttäuschung darüber, dass seine Freundin Adelheid während seiner Abwesenheit untreu geworden ist, kehrt er nach Bergried zurück, um die Ausbildung fortzusetzen. Mit der Zeit wird er dort tatsächlich ein disziplinierter Flieger und erweist sich sogar als talentiert. Zur Belohnung hält das Schicksal für ihn auch eine neue Freundin bereit: die nette Marianne, die ihm schon mehrfach aus brenzligen Situationen herausgeholfen hat.
Am Ende des Films, es ist zwei Jahre später, ist Quax dann an der Fliegerschule Bergried als disziplinierter Fluglehrer tätig. Mit einem seiner neuen Schüler hat er dann die erste Flugstunde, auf dem Flugzeug steht nun das Wort „Ende“.

## Entstehung
Quax, der Bruchpilot hat seinen Ursprung in den unter dem gleichen Titel seit 1928 mehrfach aufgelegten Versen des Hauptmanns der Luftwaffe Hermann Grote. Diese Verse machen sich über die Probleme eines Flugschülers lustig. Der begeisterte Flieger Rühmann setzte sich selbst entschieden für den Film ein.
Gedreht wurde der Film vom 23. Mai bis zum September 1941 im Ufa-Atelier Berlin Tempelhof sowie in Bayern auf dem Flugplatz von Prien am Chiemsee und dem Fliegerhorst Erding, wo die Landung auf dem Platz aufgenommen wurde. Andere Quellen sprechen davon, dass Teile des Films auf dem Flugplatz Kempten-Durach und am Bahnhof Oy-Mittelberg gedreht wurden. Dort hängen auch jeweils Fotos von der Produktion des Films.
Als bei den Dreharbeiten der zur Verfügung gestellte Berufspilot wegen eines Beinbruchs ausfiel und aufgrund des Krieges kein Ersatz zu bekommen war, flog Rühmann in sämtlichen Szenen selbst, darunter auch die Kunstflug-Einlagen.
Sowohl auf der Tragfläche als auch vor dem Cockpit der Udet U 12 war je eine Kamera von Bell & Howell montiert. In der Kamera waren nur 27 Meter Film, die gerade für eine Minute reichten. So musste Rühmann etwa 50-mal starten, um die Flugszenen aufzunehmen.
Die Premiere fand am 16. Dezember 1941 im Ufa-Palast in Hamburg statt.

## Rezeption
Die turbulente Fliegerkomödie mit dem Schlager von Werner Bochmann und Erich Knauf („Heimat, deine Sterne“), viel Situationskomik und zahlreichen Flugszenen, die nicht zuletzt davon leben, dass Heinz Rühmann auch im wirklichen Leben ein begeisterter Sportflieger war, wurde ein großer Erfolg. Sie bekam von der Filmprüfstelle des Dritten Reichs das Prädikat „künstlerisch wertvoll“ und spielte an den Kinokassen 5 Millionen Reichsmark ein. Auch Adolf Hitler liebte Quax, der Bruchpilot sehr und ließ sich im Führerhauptquartier den Film wiederholt zeigen.
Eine Fortsetzung mit dem Titel Quax in Fahrt (Verleihtitel in der Bundesrepublik Deutschland: Quax in Afrika), ebenfalls mit Heinz Rühmann in der Hauptrolle, entstand 1943–45 unter der Regie von Helmut Weiss.
Quax, der Bruchpilot wurde Namensgeber des 2006 gegründeten Vereins Quax – Verein zur Förderung von historischem Fluggerät, der sich der Restaurierung und dem Betrieb von historischem Fluggerät verschrieben hat.

## Hintergrund
Wie in allen nationalsozialistischen Fliegerfilmen werden auch hier Werte wie Disziplin, Kameradschaft und soziale Anpassung positiv herausgestellt. Eine Besonderheit dieses Films ist die Hauptfigur, ein Anti-Held, anhand dessen gezeigt wird, wie selbst aus einem offensichtlichen Versager ein „deutscher Held“ werden kann – wenn er nur auf einen kompetenten Führer trifft: Als Quax seinen schlimmsten Bruch gebaut hat, reagiert sein Fluglehrer nicht autoritär („Disziplin und Gehorsam“), sondern im Gegenteil durch demonstratives Vertrauen: Er macht Quax selbst zum Fluglehrer („Ich vertraue Ihnen noch einmal – aber jetzt dürfen Sie mich nicht mehr enttäuschen!“).
Als Mittel der nationalsozialistischen Filmpolitik sollte der Film zugleich Werbung für die Luftwaffe der deutschen Wehrmacht machen, da das Dritte Reich während des Zweiten Weltkriegs in diesem Bereich besonders großen Bedarf an Nachwuchs hatte.
Das Oberkommando der alliierten Besatzungsmächte stellte die Aufführung nach dem Kriegsende 1945 unter Verbot. Nach der Gründung der Bundesrepublik Deutschland wurde Quax, der Bruchpilot von der FSK wieder freigegeben. Rühmann selbst versicherte stets, er habe niemals das Gefühl gehabt, mit diesem Film irgendwelche Propaganda, geschweige denn für die Wehrertüchtigung zu betreiben.

## Fortsetzung und Adaptionen
In den Jahren 1943/44 wurde die Fortsetzung Quax in Fahrt gedreht. Die Aufführung in Deutschland wurde von der alliierten Militärregierung zunächst verboten, daher kam der Film erst am 22. Mai 1953 unter dem Titel Quax in Afrika in deutsche Kinos.
Im DDR-Spielfilm Oben geblieben ist noch keiner wird die Hauptfigur zu einem Fallschirmspringer-Lehrgang der GST delegiert.
Eine Walt-Disney-Figur, die in der fiktiven Stadt Entenhausen bzw. St. Erpelsburg lebt, heißt „Quack, der Bruchpilot“.